# Katja Brenner
Katja Brenner (* 13. Juli 1973 in Ansbach) ist eine deutsche Schauspielerin, die sowohl am Theater als auch für Film und Fernsehen arbeitet. Weiterhin ist sie als Sprecherin tätig.

## Werdegang
Ihre Schauspielausbildung absolvierte Katja Brenner an der Akademie für Darstellende Kunst Ulm. Es folgten Theaterengagements u. a. in Ulm, Berlin, Erlangen und München, am Hamburger Schauspielhaus, am Münchener Pathos Transport Theater, am Metropoltheater München und bei dramagraz. Sie spielte 2011 die Trude – die Zentralfigur des Stückes – in der Uraufführung von Einar Schleefs Totentrompeten 4 – Gute Reise auf Wiedersehen bei den Ruhrfestspielen Recklinghausen in Koproduktion mit dramagraz.
Seit 2005 realisiert Brenner in Zusammenarbeit mit verschiedenen Kollektiven, wie z. B. dem interdisziplinären Künstlerinnenkollektiv DIE VILLA, Theaterproduktionen im In- und Ausland, die auch von der Stadt München gefördert wurden. Schwerpunkt ihrer Arbeit ist oft  die Suche nach Schnittstellen zur eigenen Biographie, ein radikal subjektiver Zugriff auf die jeweiligen Themen sowie ein sehr direkter Umgang mit dem Publikum.
Theater und Film regen sich in ihrer Arbeit gegenseitig an. Seit ihrem TV-Debüt 2000 spielte Katja Brenner regelmäßig in TV-Produktionen und Kinofilmen wie Tatort (2016), Kommissarin Lucas (2016) oder Hubert und Staller (2015). Auch für internationale Filmproduktionen wird sie als Schauspielerin gebucht, wie 2016 für den Arthaus Kinofilm Euphoria mit Charlotte Rampling, Alicia Vikander und Eva Green.

## Filmographie (Auswahl)

### Kino / Kurzfilm
- 1999: Das Rot ihrer Lippen
- 2001: Dream-Factory
- 2006: GG 19 – Deutschland in 19 Artikeln
- 2006: Masken
- 2006: Ich hab mich verliebt
- 2006: Shoppen
- 2014: Schau mich nicht so an
- 2014: Wise up!
- 2015: Einmal bitte alles
- 2015: Mr. Rodolfo’s Jubilee
- 2016: Wie es weiter geht
- 2017: Euphoria
- 2017: Einmal bitte alles
- 2018: Der Pass
- 2018: 36 Husbands

### Fernsehen
- 2006: Alles außer Sex – Ja, ich will
- 2006: Die Linsen einer jeden Hilde
- 2006: Masken
- 2007: Nichts als Ärger mit den Männern
- 2008: Treibgut
- 2008: SOKO Kitzbühel – Ich liebe dich – Ich töte dich
- 2008: Dahoam is Dahoam
- 2009: Garmischer Bergspitzen
- 2009: Rosannas Tochter
- 2010: Tod und Millionär
- 2010: Netto 9+
- 2011: Der Alte – Gekauftes Glück
- 2011: Nigeria Parkhaus
- 2012: Pass gut auf ihn auf!
- 2012: Um Himmels Willen
- 2013: Tatort: Allmächtig
- 2013: Willkommen im Club
- 2013: München Mord – Wir sind die Neuen
- 2014: Frühling – Frühling in Weiß
- 2014: Weißblaue Geschichten
- 2015: Heiter bis tödlich: Hubert und Staller – Die letzte Salbung
- 2016: Kommissarin Lucas – Löwenherz
- 2017: Hit and Run
- 2017: Tatort
- 2018: SOKO München – Feuerland
- 2018: Der Pass
- 2019: Um Himmels Willen
- 2019: Frühling – Sand unter den Füßen
- 2019: Der Alte
- 2020: Die Rosenheim-Cops
- 2021: SOKO Potsdam: Flug in den Tod
- 2021: Kanzlei Berger
- 2021: Triumph des Schauspielers
- 2021: Frühling – Ich sehe was, was du nicht siehst
- 2022: Frühling – An einem Tag im April

## Theater (Auswahl)
- 2019: Orpheus in der Unterwelt, Stadttheater Bielefeld
- 2018: Geschlossene Gesellschaft, Akademietheater (München)
- 2017: Hölderlin, Prinzregententheater / Einstein Kultur München
- 2014–2018: Die Furien, Metropoltheater (München)[2]
- 2014: Die zehn Gebote, Prinzregententheater August Everding
- 2011–2012: Totentrompeten 4 – Gute Reise – auf Wiedersehen, Uraufführung dramagraz/Ruhrfestspiele Recklinghausen[3]
- 2012: Raus aus dem Depot!, Die Vorleserinnen, Theater im Öffentlichen Raum – Praterinsel München[4]
- 2011: Wurzelsuche, Die Vorleserinnen, dramagraz/Pathos München[5]
- 2009: Töchter, Die Vorleserinnen, Pathos München
- 2007: daheim. allein. Velhagen/te kock[6]
- 2006: Ernte dich selbst-Freiheit 06, Muffathalle München[7]
- 2005: Ausgestiegen-Hiergeblieben, Gostner Hoftheater Nürnberg
- 2004: Asterix goes open air, Pathos München
- 2003: Judith und Euro in der Stadt, Pathos München
- 2002: Ein Sommernachtstraum, Neue Schaubühne München
- 2001: Boombar, Sophiensaele Berlin[8]
- 1999/2000: Trainspotting, Theater Halle 1 Ulm
- 1999: Der letzte Wille, Uraufführung v. Fitzgerald Kusz, Markgrafentheater Erlangen

## Hörfunk und Sprechen
seit 2003 Sprecherin/Synchronsprecherin für Tonstudios in München